# Fokker F24
Il Fokker F24 era un bimotore di linea ad ala alta progettato dall'azienda olandese Fokker negli anni trenta e rimasto all'inizio del suo sviluppo non concretizzandosi nemmeno in un prototipo.

## Storia
Dopo il successo del Douglas DC-3, l'importanza della Fokker nel campo della progettazione aeronautica venne insidiata dal concorrente statunitense. Quando nel 1938 la compagnia KLM, storica utilizzatrice di aerei Fokker, ordinò alcuni Douglas DC-5 e mostrò interesse per i DC-4, la Fokker iniziò alcuni progetti per nuovi modelli di aerei.

### Sviluppo
Nel tentativo di riprendere le redini del mercato, la Fokker sostituì l'obsoleto Fokker F22, elaborando nuovi disegni anziché continuare a riutilizzare i vecchi progetti basati su ali in legno e poche parti in metallo. Successivamente, a questo nuovo progetto venne dato il nome di Fokker F24. Nell'ottobre 1939 la KLM ordinò quattro modelli di questo velivolo. Il Fokker F24 era un velivolo interamente in metallo, spinto da due motori radiali Wright Cyclone. La fusoliera, che poteva ospitare 26 passeggeri, aveva due file di posti sulla fiancata destra e una sola fila sulla fiancata sinistra. Tra la cabina passeggeri e la cabina di pilotaggio era presente una zona per i bagagli. La coda ospitava i bagni e una seconda zona bagagli.
Nonostante i quattro ordini della KLM, i velivoli non vennero mai consegnati a causa dello scoppio della seconda guerra mondiale. Al termine del conflitto, la KLM si orientò verso i fornitori americani Convair e Douglas. Il Fokker F24, che non interessò ad altre compagnie, venne accantonato.

### Sviluppi successivi
Il Fokker F24 fu il diretto predecessore del Fokker F27, costruito negli anni cinquanta e divenuto l'aereo di linea di maggior successo dell'epoca. Il progetto di base era sostanzialmente identico e le differenze principali erano la sostituzione dei motori Wright Cyclone del Fokker F24 con i due Rolls-Royce Dart Mk532-7 del Fokker F27 e un considerevole aumento della larghezza della fusoliera.